# Церковь Николая Чудотворца (Егорлыкская)
Церковь Николая Чудотворца — церковь в станице Егорлыкская, Егорлыкского района, Российской Федерации. Волгодонская и Сальская епархия, Кагальницкое благочиние Московского Патриархата Русской Православной Церкви.
Адрес храма: Россия, Ростовская область, Егорлыкский район, станица Егорлыкская, ул. Лунaчарского, 26.

## История
В 1811 году в станице Егорлыкская была построена деревянная церковь во имя Святого Николая Чудотворца. Церковь была сооружена из досок на столбах, без колокольни и ограды. В то время в станице не было ни кирпича, ни камня, поэтому пришлось ставить здание на столбах. Сделанная из дерева церковь быстро обветшала.
В 1827 году казаки Егорлыкской стали просить Войскового атамана Дмитрия Ефимовича Кутейникова пожертвовать станице деревянную церковь из Новочеркасска. Решение было положительным.
Деревянная на каменном фундаменте с оградой и колокольней церковь была возведена 23 августа 1833 года, а 24 октября 1837 года была освящена. Церковь действовала 43 года, но в связи с увеличением населения в станице она стала мала. Тогда прихожане на казачьем круге решили ходатайствовать перед атаманом Войска Донского Николаем Александровичем Краснокутским о постройке новой, каменной церкви.
Строительство каменной церкви было начато в 1880 году и продолжалось около 25 лет, часть средств на строительство выделяла станичная казна. Кирпич привозили из с. Лежанки, кирпич — с кирпичного завода купца Парамонова, песок и другие строительные материалы доставляла на лошадях из села Средний Егорлык местная «Гужартель». Строительство церкви было окончено в 1906 году. Старую церковь отдали в станицу Кагальницкую.
В мае 1906 года новая Трехпрестольная церковь во имя Святого Николая Чудотворца была освещена. В церкви было восемь колоколов, хор из 12 человек. Церковь была огорожена узорчатым чугунным забором. Главный престол храма был освящен во имя Святого Николая Угодника, правый престол освящен во имя Михаила Архангела, а левый — во имя Святого мученика Власия. (покровителя животных).
В 1936 году церковь была разрушена. Последним её священнослужителем в 1937 году был протоиерей Петр Ямщиков. В 1937 году он был расстрелян.
После Великой Отечественной войны в станице работал молитвенный дом, находившийся в курене казака Чеботарева. Во дворе дома его была звонница с колоколами. Позже молитвенный дом перенесли в дом другого станичника. За короткое время в молитвенном доме сменилось 6 священников. В 1992 году храм в доме станичника без колокольни был воссоздан. Освящение храма было совершено иерейским чином отцом Иоанном Чайкиным. Храм, освященный в честь Святителя и Чудотворца Николая, имеет два престольных праздника: летний — 22 мая и зимний — 19 декабря и находится в доме станичника по сей день.
В начале 1990-х годов в станице было решено построить новый кирпичный храм. В декабре 1995 годов был заложен его первый камень. На месте строительства был установлен православный крест.
В 2002 году по благословению Архиерея Владыки Пантелеимона был заказан проект и начат сбор средств на строительство нового Свято-Никольского храма. Строительство храма велось с 2006 по 2011 год. В 2011 году были установлены колокола. Чин освящения колоколов провел Благочинный церквей Зерноградского округа протоиерей Пётр (Юркин) в сослужении настоятеля Православного храма Святителя Николая Чудотворца станицы Егорлыкской протоиерея Георгия (Цуркану) и священства Благочиния Зерноградского округа. 10 новых колоколов были получены храмом от мецената-генерального директора ОАО «Местпромовец» Павла Ивановича Попова.

## Святыни
- Мощи святителя и чудотворца Николая из Мир Ликийских в Бари.

## Священнослужители
Настоятель Свято-Никольского храма станицы Егорлыкской —  протоиерей Георгий Цуркану.